# Lützelkopf
Der Lützelkopf ist ein 736,8 m ü. NHN hoher Berg im Rothaargebirge im Kreis Siegen-Wittgenstein in Nordrhein-Westfalen.

## Geographie
Der Lützelkopf wird dem Ziegenhellen-Naturraum zugerechnet und liegt zwischen den Ortschaften Girkhausen und Wunderthausen im Kreis Siegen-Wittgenstein in Nordrhein-Westfalen. Der Lützelkopf hat Schartenhöhe von etwa 38 m und eine Dominanz von 1,12 km zum südöstlich gelegenen Herrenberg.

## Gewässer
In etwa 1,3 km Entfernung zum Gipfel in nördlicher Richtung entspringt der Lützelbach, der den Lützelkopf an der Westflanke begrenzt. Der Lützelbach mündet wie ein anderer namenlosen Bach, der etwa 440 m nordöstlich des Lützelkopfes entspringt, am Fuß des Lützelkopfes rechtsseitig in die Schwarzenau ein. Die Schwarzenau, die im unteren Verlauf Marienwasser genannt wird und in Wemlighausen linksseitig in die Odeborn einmündet, umfließt den Lützelkopf an der südlichen und südöstlichen Flanke. An der östlichen Flanke mündet der Schweizergrund rechtsseitig in die Schwarzenau ein.

## Natur und Umwelt
Der Lützelkopf ist nahezu vollständig mit dichtem Laub- und Nadelwald bewachsen, nur wenige Stellen sind dem Borkenkäfer zum Opfer gefallen. Der Berg liegt vollständig in dem 991 ha großen Naturschutzgebiet Bergland Wittgenstein (SI-089), das aus drei Teilflächen besteht und im Jahr 2004 unter der Schlüsselnummer SI-089 unter Naturschutz gestellt wurde. Das Naturschutzgebiet Bergland Wittgenstein erstreckt sich nordöstlich der Kernstadt Bad Berleburg und südwestlich von Züschen, einem Stadtteil von Winterberg im Hochsauerlandkreis. 